# Olivier Jean
Olivier Jean (* 15. března 1984 Terrebonne, Québec) je kanadský shorttrackař a rychlobruslař.
V short tracku závodí ve Světovém poháru od roku 2006. Na světových šampionátech získal několik medailí (včetně čtyř zlatých), především ze závodů štafet na 5000 m a z individuálních startů na trati 500 m. Zúčastnil se Zimních olympijských her 2010, kde s kanadskou štafetou získal zlatou medaili, byl čtvrtý na 1500 m a devátý na 500 m. Na ZOH 2014 dosáhl nejlépe šesté příčky se štafetou, dále byl devátý na 1000 m a třináctý na 500 m.
Během své sportovní kariéry zpočátku absolvoval několik ojedinělých rychlobruslařských startů ve zkušebních závodech. Více se tomuto sportu začal věnovat v roce 2015, kdy se objevil i ve Světovém poháru. Na Mistrovství světa 2017 získal bronzovou medaili v závodě s hromadným startem. V sezóně 2016/2017 vyhrál s kanadským týmem celkovou klasifikaci Světového poháru v týmovém sprintu. Na ZOH 2018 skončil v závodě s hromadným startem na 14. místě.